# رصدخانه انگلهاردت
رصدخانه اخترشناسی وی.پی. انگل‌گاردت (روسی: Астрономическая обсерватория им. В. П. Энгельгардта)، که به‌طور ساده به نام رصدخانه انگل‌گاردت نیز شناخته می‌شود، در ۲۰ کیلومتری غرب کازان، روسیه قرار دارد. کد رصدخانه آن ۱۳۶ است. مختصات آن تقریباً ۵۵°۵۰′۲۳″ شمالی ۴۸°۴۸′۴۵″ شرقی / ۵۵٫۸۳۹۷۲°شمالی ۴۸٫۸۱۲۵۰°شرقی می‌باشد.

## موقعیت
ایستگاه زلنچوکسکایا وابسته به این رصدخانه، با کد 114، که توسط اتحادیه بین‌المللی اخترشناسی/مرکز بررسی ریزسیاره‌ها به‌صورت "Zelenchukskaya Stn" شناخته می‌شود، در ارتفاع ۲٬۰۴۷ متر (۶٬۷۱۶ فوت) نزدیک زلنچوکسکایا در منطقه قفقاز شمالی از رشته‌کوه‌های قفقاز واقع شده و از یک بازتابنده ۰٫۳ متری f/7.7 استفاده می‌کند.
این ایستگاه به دلیل انجام رصدهای متعدد دنباله‌دار و کشف ریزسیاره‌ها توسط اخترشناس آماتور روسی، تیمور والریویچ کریاچکو شهرت دارد. علاوه بر این، مرکز بررسی ریزسیاره‌ها (MPC) ایستگاه زلنچوکسکایا را به‌طور مستقیم برای کشف ۶ ریزسیاره در سال ۲۰۰۸ اعتبار می‌دهد (به فهرست مراجعه کنید)، که شامل فهرست سیارک‌ها (۲۱۲۰۰۱–۲۱۳۰۰۱) نیز می‌شود؛ یک سیارک کمربند اصلی که به نام بوریس ایوانوویچ ساتوفسکی (۱۹۰۸–۱۹۸۲)، برنده جایزه دولتی اتحاد شوروی، نام‌گذاری شده است.
لازم است ذکر شود که رصدخانه اخترفیزیکی ویژه آکادمی علوم روسیه (115) با تلسکوپ بزرگ سمت‌ارتفاعی نیز در نزدیکی زلنچوکسکایا واقع شده است.